# Альберто Кураміль
Альберто Кураміль (нар. бл. 1974) — лідер корінного населення Чилі та мапуче з регіону Арауканія. У 2019 році він був нагороджений екологічною премією Goldman за його зусилля по захисту річки Каутин від проєктів розвитку гідроелектростанцій.
У 2018 році він був заарештований і ув'язнений на 15 місяців за збройне пограбування, але пізніше був звільнений за всіма звинуваченнями і звільнений у грудні 2019 року. У квітні 2021 року він отримав поранення після зіткнення з поліцією, що призвело до того, що його вдарили з дробовика.
Він займає посаду Лонко, керівника кількох громад.